# Sifontes (khu tự quản)
Sifontes là một khu tự quản thuộc bang Bolívar, Venezuela. Thủ phủ của khu tự quản Sifontes đóng tại Tumeremo. Khự tự quản Sifontes có diện tích 24393 km2, dân số theo điều tra dân số ngày 21 tháng 10 năm 2001 là 26947 người.